# Schrepkow
Schrepkow ist ein Ortsteil der Gemeinde Gumtow im Landkreis Prignitz in Brandenburg.

## Geographie
Der Ort liegt 9 Kilometer westlich von Gumtow und 20 Kilometer südöstlich von Perleberg. Weithin von einer offenen Agrarlandschaft umgeben, finden sich lediglich im äußersten Nordosten der Gemarkung und südöstlich vom Dorf kleinere Waldanteile.
Zum Ort gehört der drei Kilometer nordwestlich gelegene bewohnte Gemeindeteil Neu Schrepkow. Die Nachbarorte sind Groß Welle und Welle-Kurier im Norden, Kunow und Vehlin im Osten, Klein Leppin im Süden, sowie Zernikow und Kletzke im Westen.

## Geschichte
Zum 30. Juni 2002 schloss sich Schrepkow mit 15 anderen Gemeinden zur Gemeinde Gumtow zusammen. Der Ort hatte damals 175 Einwohner.

### Einwohnerentwicklung
| Jahr      | 1875 | 1890 | 1910 | 1925 | 1933 | 1946 | 1993 | 1994 | 1995 | 1996 | 1997 | 1998 | 1999 | 2000 | 2001 | 2006 |
| --------- | ---- | ---- | ---- | ---- | ---- | ---- | ---- | ---- | ---- | ---- | ---- | ---- | ---- | ---- | ---- | ---- |
| Einwohner | 376  | 341  | 290  | 309  | 325  | 470  | 187  | 201  | 201  | 182  | 177  | 180  | 183  | 175  | 174  | 121  |

## Kultur und Sehenswürdigkeiten

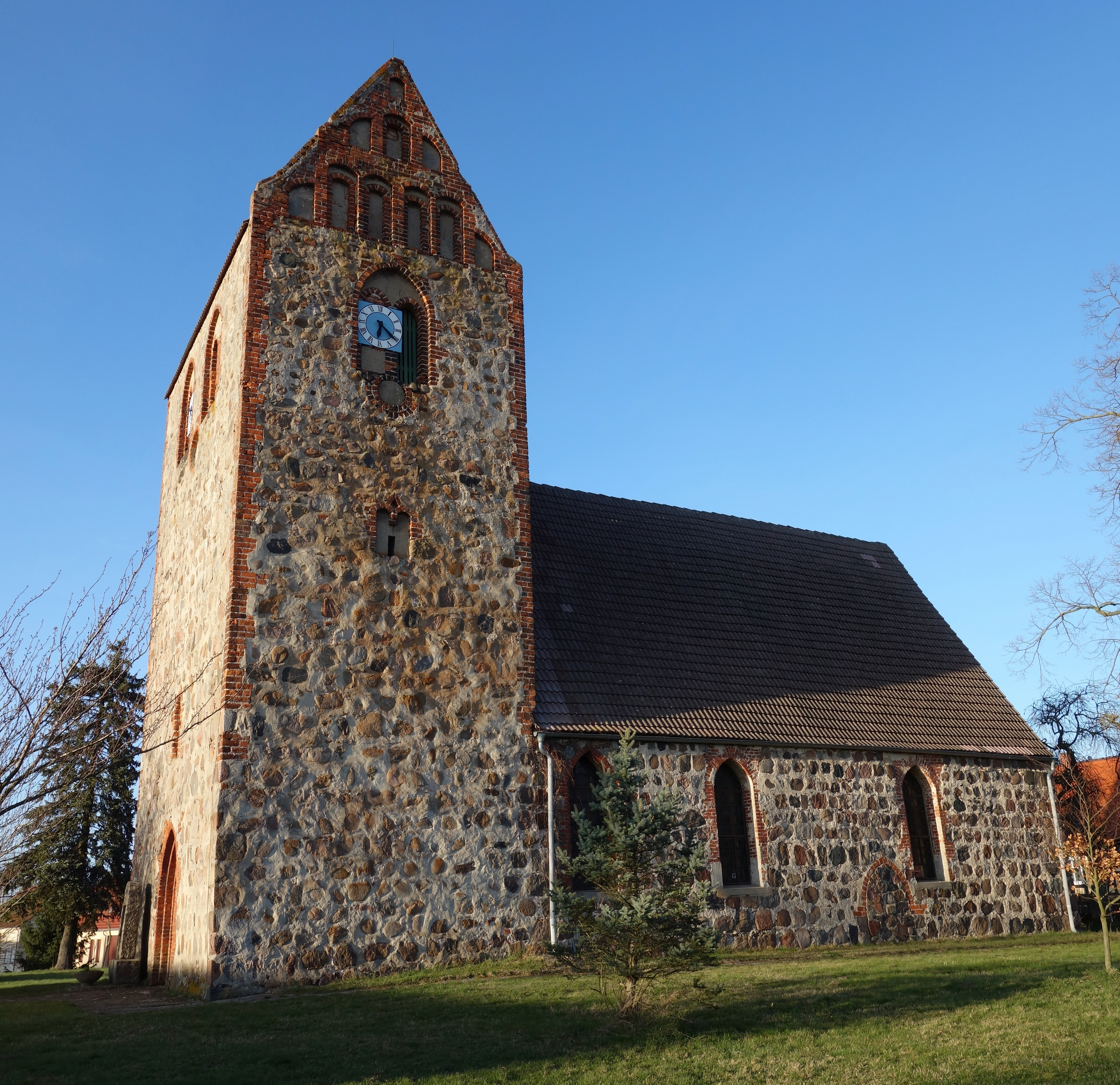
Dorfkirche Schrepkow

Die Dorfkirche Schrepkow ist ein Feldsteinbau aus dem 14. Jahrhundert. Umbauten erfolgten im 19. Jahrhundert.